# Hippotion vinacea
Hippotion vinacea är en fjärilsart som beskrevs av George Francis Hampson 1893. Hippotion vinacea ingår i släktet Hippotion och familjen svärmare. Inga underarter finns listade i Catalogue of Life.